# Денніс Томасович Аду
Денніс Томасович Аду (англ. Dennis Adu) — український джазовий музикант, трубач, композитор.

## Біографія
Народився 8 травня 1987 року в Гані в маленькому містечку Солтпонд. У 1989 році переїхав до України, у Кривий Ріг. Вчитися грати на трубі Денніс почав у гуртку «Духовий оркестр» на базі інтернату у віці 7 років. Його перший вчитель, В. С. Газаров, познайомив його з творчістю Луї Армстронга (англ. Louis Armstrong) і з джазовою музикою.
Через рік за порадою педагога Денніс вступив до музичної школи № 10 і одразу ж потрапив до дитячого біг-бенду А. Р. Гебеля. У складі оркестру, в 1998 році, Аду дебютував на фестивалі «Горизонти джазу» (Кривий Ріг); після цього брав участь у таких фестивалях, як: «Джаз на Дніпрі» (Дніпропетровськ), «Пам'яті Л. Утьосова» (Південний), «Millau en Jazz» (Франція), «Fel du Sher» (Франція), «Jazz a Vienn» (Відень), «Джаз-карнавал в Одесі», «Джаз Коктебель». Деннісу пощастило займатися в рамках майстер-класу трубача Джона Феддіса (англ. John Faddis).
У 2001 році вступив в Криворізьке музичне училище ім. Глінки. У 2004 році переїжджає в місто Київ і вступає до КІМ Глієра, де починає тісну співпрацю з київськими музикантами, такими як: Дмитро Александров, Ілля Єресько, Олексій Фантаєв, Олег Марков, Дмитро Коваленко, Роман Коляда та інші.
У 2006 році — лауреат премії «Кращий трубач» конкурсу «ДоДж-юніор». У 2009 році отримав премію як Кращий джазовий музикант України на фестивалі «ДоДж»⁣, а також премію «Кращий Трубач» [Архівовано 6 серпня 2020 у Wayback Machine.] та «Краще аранжування джазового стандарту».
З 2010 року викладає в КІМ Глієра по класу оркестру та труби. У 2012 році стає бенд-лідером Kyiv Big Band [Архівовано 17 січня 2020 у Wayback Machine.], а також лідером таких проєктів як Денніс Аду Квінтет, Секстет і Септет, у 2014 році бенд-лідер Денніс Аду БігБенда.

## Творчі колаборації
Творчі колаборації Денніса з такими музикантами як: Ku-Umba Frank Lacy, Gregory Porter, Curtis Fuller, Jim Rotondi, Roy and Ofer Assaf, Steve Slagle, Javon Jackson, Larry Willis, Quincy Davis, Dana Hall, Wayne Escoffery Jimmy Bosch, Seamus Blake.

## Альбоми та збірники
Основний напрямок музики в якому джазовий музикант грає та пише композиції — це мейнстрим (mainstream) та хард-боп (hard-bop).
Як лідер записав альбом «Influences» в якому взяли участь Michael Dease (тромбон), Andrew Gould (альт саксофон), Dmitry Aleksandrov (тенор і сопрано-саксофон), Павло Литвиненко (фортепіано), Linda May Oh (контрабас), Mike Karn (контрабас). Записано та зведено завдяки Paul Wycliffe в студії Skylinepro Studio [Архівовано 23 грудня 2021 у Wayback Machine.] у січні 2016 р.

### Як сайдмен
- Dislocados «La Salidad» (2009)
- Dislocados «Pasaporte Universal» (2011)
- Dislocados «Calle Victoria» (2015)
- Денис Дудко: «Sofia» (2011), «Little Flower» (2015)
- КОСТЯНТИН Іоненко «Deep Immersion» (2015)
- Роман Коляда «Recovery» (2010)
- Олексій Боголюбов «Cool & Crazy» (2008)
- Ілля Єресько та Organic Formation «The Beginning» (2013)
- Ilya Yeresko's Latin Rythm «Sigueme» (2013), Ilya Yeresko «The Nutcracker» (2017)
- 2 альбоми у складі Буду-Бенд: «Катин Ехолёт» (2017) та «Видих-Вдих» (2019)